# Savo (prostředek)
Savo je značka čisticích prostředků. Od roku 1973 vlastnila tuto značku Lachema Bohumín. V roce 2013 koupila tuto značku společnost Unilever, výroba však zůstala v Bohumínských závodech Bochemie. Britsko-nizozemská společnost Unilever vyrábí potraviny a výrobky pro osobní péči a domácnosti.
Prostředky Savo jsou určeny především pro český a slovenský trh, kde mají více než 50letou tradici. Výrobek SAVO Original obsahuje vodu, chlornan sodný (do 5 %), chlorid sodný a hydroxid sodný (do 1 %).